# HIDA
HIDA（ヒダ）は、日本のヒップホップMC。ヒップホップグループ韻踏合組合、HEAD BANGERZに所属。大阪を拠点として活動している。別名HIDADDY（ヒダディー）。愛称はHIDAやん。本名は肥田直幸。

## 来歴
大阪にてソロのラッパーとして活動を始め、2000年に遊戯、DJ KITADA KENらとHEAD BANGERZを結成。その後、グループごと韻踏合組合に合流した。HEAD BANGERZのメンバーと共に大阪でショップ「一二三屋」を経営している。
ラッパーとしては、フリースタイルラップバトル大会“ULTIMATE MC BATTLE”（UMB）で4年連続で決勝進出している。2007年にはHIDAが日本各地を周りKREVA、ZEEBRA、般若ら多くのラッパーとフリースタイルセッションを行った模様を収録したDVD『ヒダディー ひとり旅』をリリースした。
芸能界を代表するMCバトル通として知られる元乃木坂46の中田花奈とテレビで共演した際、中田が「HIDAさんの横に座っているのも嬉しい」と興奮気味に語るなど、MCバトルやアンダーグラウンドHIPHOPの分野におけるレジェンドの一人として認知されている。中田はHIDAが経営するアパレルショップ「一二三屋」にも訪れたという。
MCバトルで最強のラッパーの一人として評価されるR-指定は、MCバトルを始めた直接のきっかけが、2006年のULTIMATE MC BATTLEにおける「HIDADDY 対 FORK戦」だったことを、KEN THE 390との対談の中で明かしている。
当時リリックを書くのみでバトルに参加していなかったR-指定は、二人のバトルを見て「このレベルで即興ができるなら自分もやりたい」と感じ、フリースタイルを始めたという。R-指定は「80年代後半から90年代前半生まれまでのラッパーは、みんなあの内容を暗記してんちゃうかな」と、上記の一戦が与えた同世代への影響の大きさを評価。「俺FORKさんやるから、お前HIDAさんなって分けたら、みんなカバーできますよ」と語っている。
2020年1月、ショートショート落語を披露する動画『RED BULL MUSIC presents ISSEKI』が公開。HIDADDY以外には田我流、NENE（ゆるふわギャング）に出演するなど、HIPHOP以外の分野にも活動の幅を広げている。

## ディスコグラフィ

### シングル
- 果てるまで蹴る!!（2008年9月3日）
- 一二三屋福袋2024 (feat. HARDY, 01d, ミステリオ, BIG MOOLA, KoKuShi, CIMA, mindboi & ブッダ) - 2024年1月11日[5]

### アルバム
- 火種（2008年11月22日）

### 客演
- WONDER 3,『O'rizinoo One』（2004年10月25日）

07.Hyponexxx feat.HIDA&遊戯 of Head Bangerz
- くレーベル,『くレーベルコンピ【其の二】100%RAP』（2006年1月25日）

02.マッハGO GO / KREVA、CUEZERO、遊戯＆HIDA
- RISE FROM THE DEAD,『CRUSTWERK』（2006年9月6日）

18.SPEEDSHOCK.feat.HIDADDY(韻踏合組合),ゴッチャン(MASTERPEACE)
- ヒプノシスマイク『あゝオオサカdreamin'night』（2019年10月28日）[6]

02.Tragic Transistor（作詞で参加、歌唱は声優の岩崎諒太）